# Graellsia hissarica
Graellsia hissarica är en korsblommig växtart som beskrevs av Yunusov. Graellsia hissarica ingår i släktet Graellsia och familjen korsblommiga växter. Inga underarter finns listade i Catalogue of Life.